# Julie Johnson

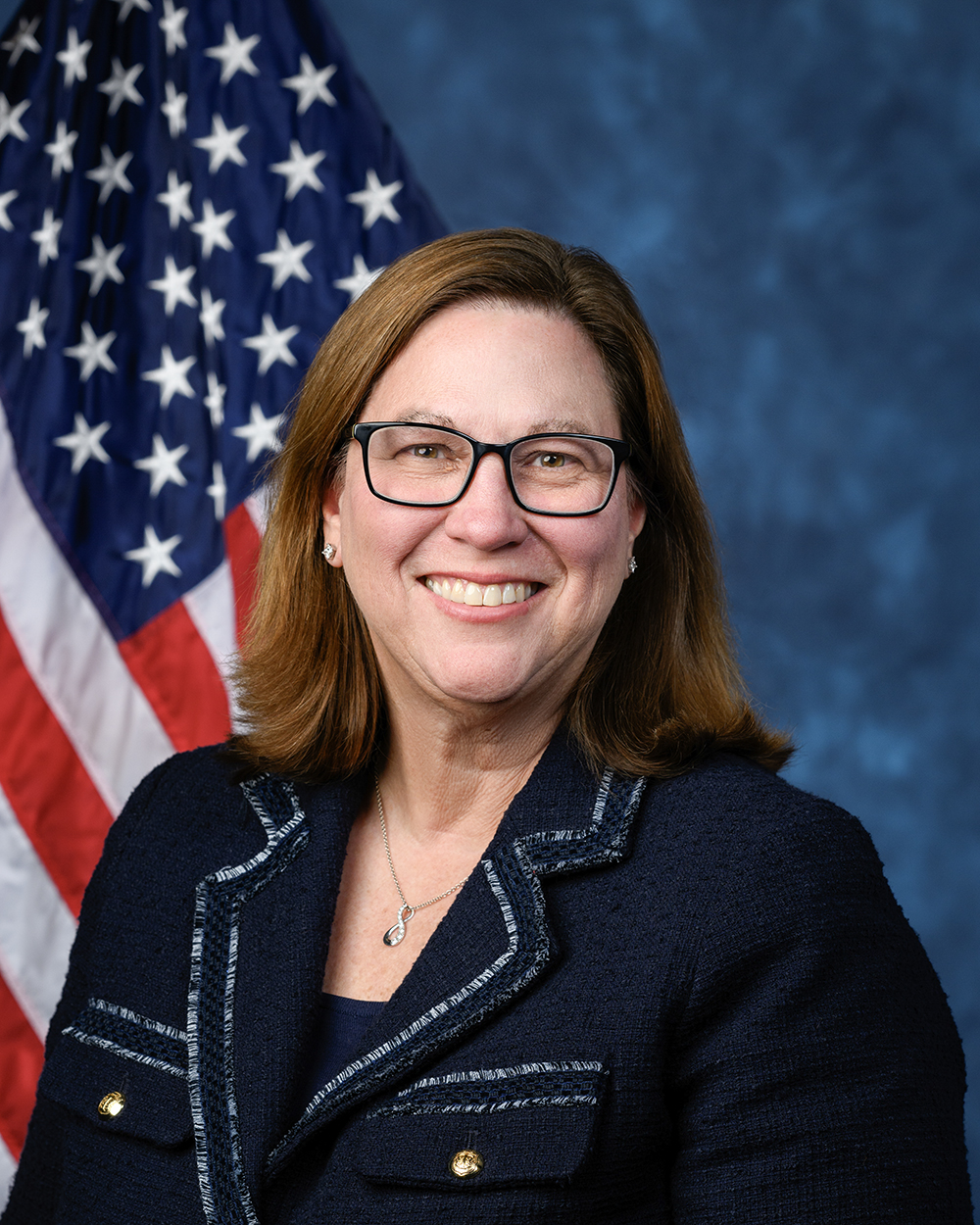
Julie Johnson (2025)

Julie Elizabeth Johnson (* 2. Mai 1966 in Kansas City, Kansas) ist eine US-amerikanische Politikerin der Demokratischen Partei. Von 2019 bis 2025 war sie Abgeordnete im Repräsentantenhaus von Texas für den 115. Wahlkreis. Seit dem 3. Januar 2025 vertritt sie den 32. Kongresswahlbezirk von Texas im Repräsentantenhaus der Vereinigten Staaten. Sie ist die erste offene LGBTQ-Person, die von Texas in den Kongress gewählt wurde.

## Leben
Julie Johnson studierte zunächst von 1984 bis 1987 an der University of Texas at Austin und dann von 1988 bis 1991 Jura an der University of Houston. Danach wurde sie Rechtsanwältin.
Sie heiratete ihre Ehefrau 2014 in San Francisco und hat mit ihr zwei Söhne.

## Politik
Julie Johnson gewann 2018 gegen den republikanischen Rechtsaußen Matt Rinaldi ihre erste Wahl zum  Repräsentantenhaus von Texas. Dort bemühte sie sich als Mitglied der Opposition um die Verhinderung von Gesetzen, die sich gegen LGBTQ-Rechte richteten. Sie nutzte hierfür vor allem Formalitäten. Johnson war Mitbegründerin des LGBTQ Caucus im texanischen Repräsentantenhaus. Sie brachte aber auch mehrere Gesetze zur Polizei- und Strafverfahrensreform und Gesundheitsvorsorge ein, die mit überparteilicher Unterstützung beschlossen wurden. Sie wurde 2020 und 2022 für das Repräsentantenhaus von Texas wiedergewählt.
Nachdem ihr Vorgänger Colin Allred Senator Ted Cruz in der Senatswahlen 2024 herausforderte, bewarb sie sich für seinen Sitz im US-Repräsentantenhaus im 119. Kongress. In der Vorwahl der Demokraten zur Repräsentantenhauswahl 2024 setzte Johnson sich mit 50,4 % im März durch. In der Hauptwahl im November gewann Johnson mit 60,5 % gegen den Republikaner Darrell Day. Sie war damit die erste offene LGBTQ-Person, die in einem der Südstaaten in den Kongress gewählt wurde.